# Zapol Glacier
Zapol Glacier är en glaciär i Antarktis. Den ligger i Västantarktis. Chile gör anspråk på området. Zapol Glacier ligger 2 608 meter över havet.
Terrängen runt Zapol Glacier är bergig österut, men västerut är den kuperad. Trakten är obefolkad. Det finns inga samhällen i närheten. 